# Paul Bradshaw (calciatore 1956)
Paul William Bradshaw (Altrincham, 21 aprile 1956 – Altrincham, 22 febbraio 2024) è stato un calciatore inglese, di ruolo portiere.

## Carriera
Nel 1972 va a giocare al Blackburn, club con il quale nella stagione successiva, all'età di 17 anni, esordisce tra i professionisti giocando nella terza divisione inglese, campionato che successivamentw vince nella stagione 1974-1975, trascorrendo poi il biennio successivo come titolare dei Rovers in seconda divisione. Nel settembre del 1977, dopo 78 presenze, viene ceduto al Wolverhampton, club di prima divisione; con i Wolves nell'arco di cinque  stagioni gioca rispettivamente 34, 39, 37, 38 e 42 partite in questa categoria, alle quali aggiunge anche 2 presenze nella Coppa UEFA 1980-1981. A partire dal 1982 perde il posto da titolare in favore di John Burrows, giocando comunque 10 partite nella stagione 1982-1983, per un totale di 200 presenze in incontri di campionato con il club, con il quale durante il suo periodo di permanenza ha anche giocato due semifinali di FA Cup. Successivamente, nel 1984 gioca nella NASL con i Vancouver Whitecaps; torna poi in patria, al West Bromwich, con cui nella seconda parte della stagione 1984-1985 gioca ulteriori 8 partite nella prima divisione inglese. Negli anni successivi gioca poi con vari club di terza divisione (Bristol Rovers, i gallesi del Newport County, nuovamente il West Bromwich ed infine il Peterborough Utd), spesso come secondo portiere (ad eccezione del Peterborough United, con cui nella stagione 1990-1991 gioca 39 partite), per un totale in carriera di 354 presenze nei campionati della Football League. Si ritira infine nel 1992, all'età di 36 anni e dopo 19 anni di carriera, dopo un'ultima stagione trascorsa giocando nei semiprofessionisti del Kettering Town.
In carriera ha giocato complessivamente 359 partite nei campionati della Football League.

## Palmarès

### Club

#### Competizioni nazionali
- Third Division: 1

Blackburn: 1974-1975